# Nazionale maschile di pallavolo del Portogallo
La nazionale maschile di pallavolo del Portogallo è una squadra europea composta dai migliori giocatori di pallavolo del Portogallo ed è posta sotto l'egida della Federazione pallavolistica del Portogallo.

## Rosa
Segue la rosa dei giocatori convocati per l'European Golden League 2024.
| N° | Nome               | Ruolo | Data di nascita   | Squadra           |
| -- | ------------------ | ----- | ----------------- | ----------------- |
| 1  | Miguel Sinfrónio   | C     | 18 marzo 1999     | Aich/Dob          |
| 2  | Bernardo Silva     | L     | 27 settembre 1996 | Benfica           |
| 4  | Filip Cvetićanin   | C     | 19 giugno 1996    | Leixões           |
| 5  | Bruno Dias         | P     | 25 luglio 2003    | You Energy        |
| 6  | Alexandre Ferreira | S     | 13 novembre 1991  | LKPS              |
| 7  | Manuel Figueiredo  | S     | 10 settembre 2003 | Vitória           |
| 8  | Tiago Violas       | P     | 27 marzo 1989     | Benfica           |
| 9  | Nuno Marques       | S     | 6 giugno 2003     | Benfica           |
| 10 | Gonçalo Sousa      | L     | 28 gennaio 2002   | Sporting Lisbona  |
| 11 | Miguel Cunha       | S     | 18 agosto 1997    | Vitória           |
| 12 | Lourenço Martins   | S     | 30 aprile 1997    | Saint-Nazaire     |
| 13 | Eduardo Brito      | C     | 10 maggio 2003    | Benfica           |
| 15 | Miguel Tavares     | P     | 2 marzo 1993      | Warta Zawiercie   |
| 16 | Bruno Cunha        | O     | 18 agosto 1997    | Río Duero Soria   |
| 17 | José Andrade       | C     | 21 agosto 1999    | Académica Espinho |

## Risultati

### Competizioni FIVB
| 1949 | non qualificata | -            |
| 1952 | non qualificata | -            |
| 1956 | 15º posto       | Convocazioni |
| 1960 | non qualificata | -            |
| 1962 | non qualificata | -            |
| 1966 | non qualificata | -            |
| 1970 | non qualificata | -            |
| 1974 | non qualificata | -            |
| 1978 | non qualificata | -            |
| 1982 | non qualificata | -            |
| 1986 | non qualificata | -            |
| 1990 | non qualificata | -            |
| 1994 | non qualificata | -            |
| 1998 | non qualificata | -            |
| 2002 | 8º posto        | Convocazioni |
| 2006 | non qualificata | -            |
| 2010 | non qualificata | -            |
| 2014 | non qualificata | -            |
| 2018 | non qualificata | -            |
| 2022 | non qualificata | -            |

| 2018 | non qualificata | -            |
| 2019 | 15º posto       | Convocazioni |
| 2021 | non qualificata | -            |
| 2022 | non qualificata | -            |
| 2023 | non qualificata | -            |
| 2024 | non qualificata | -            |

### Competizioni CEV
| 1948 | 4º posto        | Convocazioni |
| 1950 | non qualificata | -            |
| 1951 | 7º posto        | Convocazioni |
| 1955 | non qualificata | -            |
| 1958 | non qualificata | -            |
| 1963 | non qualificata | -            |
| 1967 | non qualificata | -            |
| 1971 | non qualificata | -            |
| 1975 | non qualificata | -            |
| 1977 | non qualificata | -            |
| 1979 | non qualificata | -            |
| 1981 | non qualificata | -            |
| 1983 | non qualificata | -            |
| 1985 | non qualificata | -            |
| 1987 | non qualificata | -            |
| 1989 | non qualificata | -            |
| 1991 | non qualificata | -            |
| 1993 | non qualificata | -            |
| 1995 | non qualificata | -            |
| 1997 | non qualificata | -            |
| 1999 | non qualificata | -            |
| 2001 | non qualificata | -            |
| 2003 | non qualificata | -            |
| 2005 | 10º posto       | Convocazioni |
| 2007 | non qualificata | -            |
| 2009 | non qualificata | -            |
| 2011 | 14º posto       | Convocazioni |
| 2013 | non qualificata | -            |
| 2015 | non qualificata | -            |
| 2017 | non qualificata | -            |
| 2019 | 20º posto       | Convocazioni |
| 2021 | 15º posto       | Convocazioni |
| 2023 | 10º posto       | Convocazioni |

| 2004 | non qualificata | -            |
| 2005 | non qualificata | -            |
| 2006 | non qualificata | -            |
| 2007 | 2º posto        | Convocazioni |
| 2008 | 8º posto        | Convocazioni |
| 2009 | 3º posto        | Convocazioni |
| 2010 | 1º posto        | Convocazioni |
| 2011 | non qualificata | -            |
| 2012 | non qualificata | -            |
| 2013 | non qualificata | -            |
| 2014 | non qualificata | -            |
| 2015 | non qualificata | -            |
| 2016 | non qualificata | -            |
| 2017 | non qualificata | -            |
| 2018 | 4º posto        | Convocazioni |
| 2019 | non qualificata | -            |
| 2021 | 10º posto       | Convocazioni |
| 2022 | 8º posto        | Convocazioni |
| 2023 | 5º posto        | Convocazioni |
| 2024 | 8º posto        | Convocazioni |
| 2025 | 7º posto        | Convocazioni |

### Competizioni estinte
| 1990 | non qualificata | -            |
| 1991 | non qualificata | -            |
| 1992 | non qualificata | -            |
| 1993 | non qualificata | -            |
| 1994 | non qualificata | -            |
| 1995 | non qualificata | -            |
| 1996 | non qualificata | -            |
| 1997 | non qualificata | -            |
| 1998 | non qualificata | -            |
| 1999 | 10º posto       | Convocazioni |
| 2000 | non qualificata | -            |
| 2001 | 13º posto       | Convocazioni |
| 2002 | 13º posto       | Convocazioni |
| 2003 | 13º posto       | Convocazioni |
| 2004 | 10º posto       | Convocazioni |
| 2005 | 5º posto        | Convocazioni |
| 2006 | 13º posto       | Convocazioni |
| 2007 | non qualificata | -            |
| 2008 | non qualificata | -            |
| 2009 | non qualificata | -            |
| 2010 | non qualificata | -            |
| 2011 | 14º posto       | Convocazioni |
| 2012 | 16º posto       | Convocazioni |
| 2013 | 17º posto       | Convocazioni |
| 2014 | 13º posto       | Convocazioni |
| 2015 | 18º posto       | Convocazioni |
| 2016 | 14º posto       | Convocazioni |
| 2017 | 22º posto       | Convocazioni |

| 2018 | 1º posto        | Convocazioni |
| 2019 | non qualificata | -            |
| 2022 | non qualificata | -            |
| 2023 | non qualificata | -            |
| 2024 | non qualificata | -            |